# McAfee
McAfee, Inc., původně McAfee Security (výslovnost /ˈmækəfiː/) je americká globální počítačová firma produkující bezpečnostní software (antivirový software) se sídlem ve městě Santa Clara, Kalifornie, a největší světová technologická firma zaměřena na technologickou bezpečnost. Firma byla založena v roce 1987 programátorem a podnikatelem Johnem McAfeem a od 28. února 2011 je McAfee pobočka firmy Intel.